# Lista de singles número um na Canadian Hot 100 em 2008

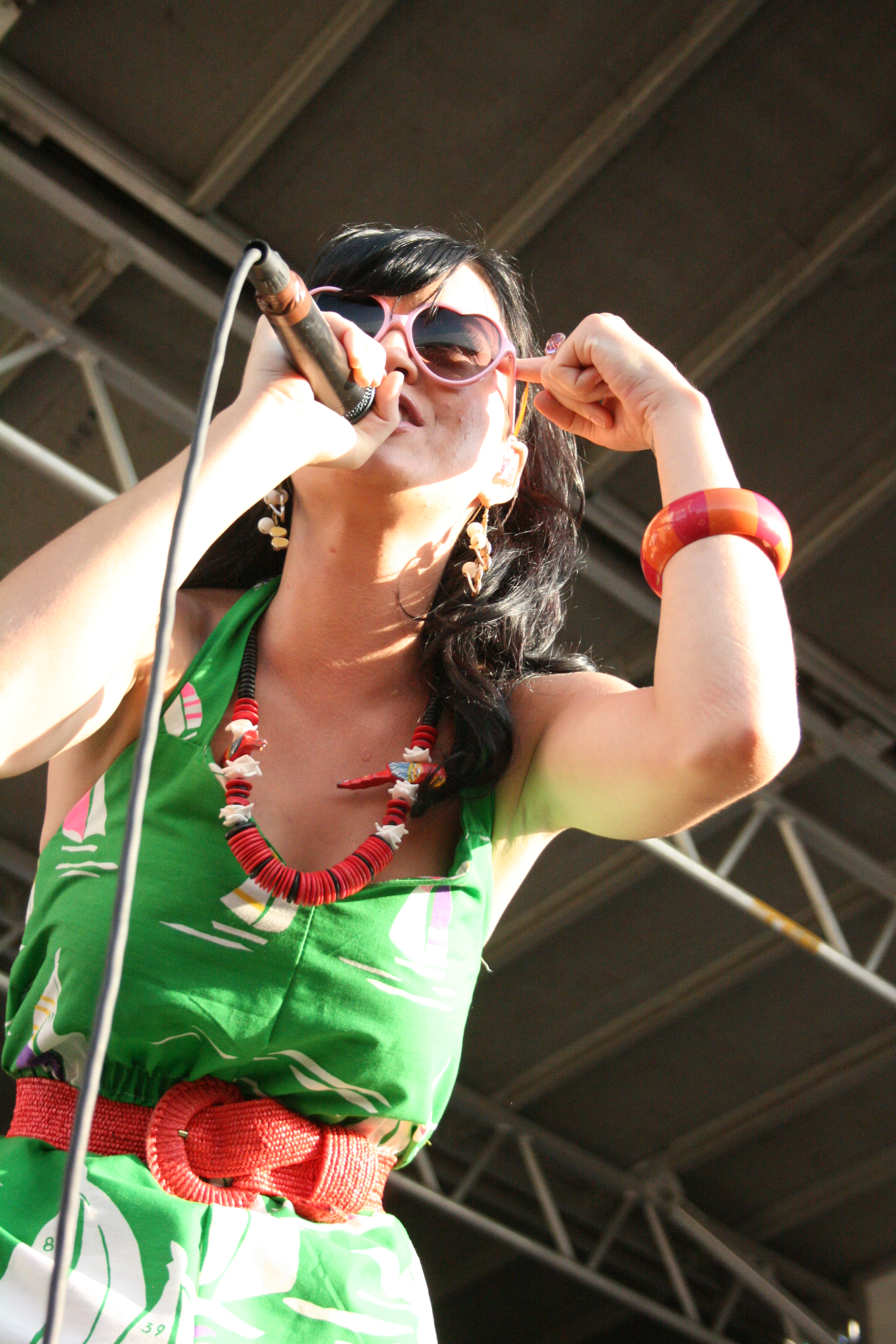
Katy Perry posicionou duas canções no topo e foi a artista que por mais tempo ocupou o número um.

A seguir apresenta-se a lista das canções que atingiram a primeira posição no Canadá no ano de 2008. A Canadian Hot 100 é a tabela musical que compila o desempenho de canções no Canadá com base em cada venda física e digital semanal de canções, bem como reprodução nas principais estações de rádio. A tabela musical de airplay do país é compilada com informações colectadas da monitorização de mais de cem estações de rádio que tocam música dos géneros rock, county, adult contemporary e contemporary hit radio.
Em 2008, onze canções atingiram o topo da tabela pela primeira vez. Uma décima segunda, "Apologize" do produtor norte-americano Timbaland com participação da banda britânica OneRepublic, que embora tenha liderado por quatro semanas consecutivas, estendendo o seu tempo no topo para um recorde de treze semanas, iniciou a sua corrida no topo no ano anterior e foi, portanto, excluída. Não obstante, terminou 2008 como a canção com o melhor desempenho no Canadá.
Dez artistas conseguiram posicionar um tema na primeira posição da Hot 100 pela primeira vez, quer como artistas principais ou convidados. Eles são: Flo Rida, T-Pain, Sara Bareilles, Leona Lewis, Madonna, Katy Perry, Lady Gaga, Colby O'Donis, Pink, e Britney Spears. Três canções conseguiram ocupar o número um da tabela por nove semanas, o maior tempo de permanência na liderança do ano. Elas são: "4 Minutes", dos norte-americanos Madonna com participação de Justin Timberlake e Timbaland; "I Kissed a Girl", da também norte-americana Katy Perry; e "Poker Face" da também norte-americana Lady Gaga. Destas três, apenas "I Kissed a Girl" liderou por semanas consecutivas. Das nove semanas de "Poker Face", seis foram no ano seguinte. Outra canção que permaneceu na posição de cume por um tempo consideravelmente longo foi "Low", do rapper norte-americano Flo Rida com participação de T-Pain, que ocupou o número um por oito semanas consecutivas.
Leona Lewis tornou-se a primeira artista a solo britânica a alcançar a posição de topo da tabela musical com o seu tema de estreia "Bleeding Love" e, juntamente com a barbadiana Rihanna e os britânicos OneRepublic, foi a única artista não norte-americana a conseguir liderar a tabela em 2008. Rihanna, por sua vez, conseguiu o feito extraordinário de saltar da septuagésima posição para a primeira com o tema "Take a Bow" na semana de 24 de Maio. Além disso, foi a única de duas artistas a conseguirem posicionar mais de uma canção no topo, a outra sendo Katy Perry que, com onze semanas, foi a artista que por mais tempo permaneceu na liderança no ano.

## Histórico

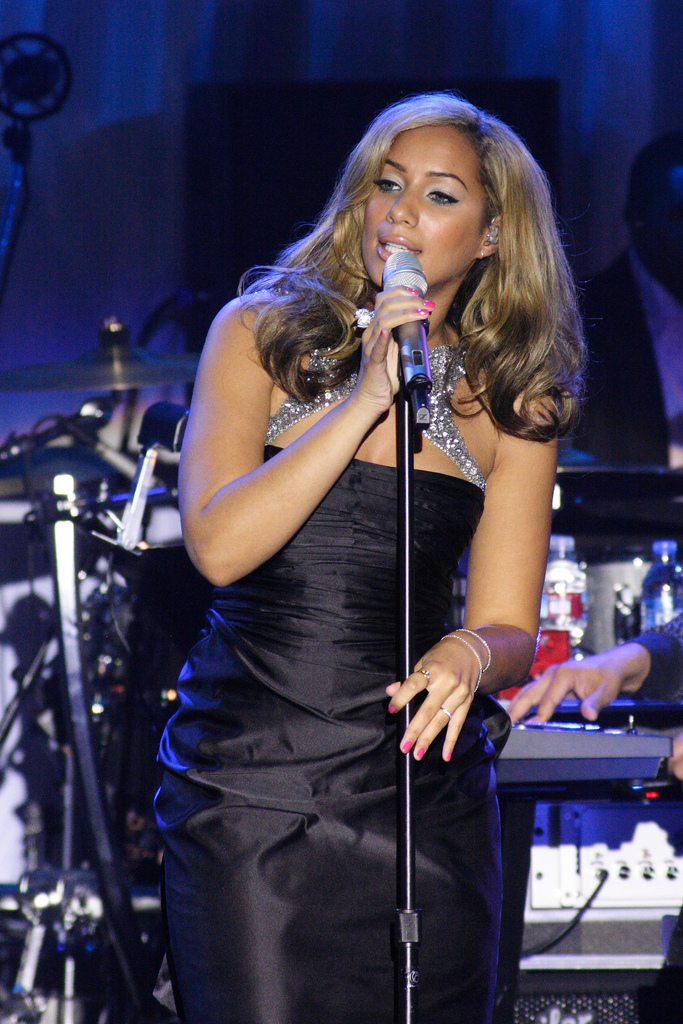
Leona Lewis tornou-se a primeira artista a solo britânica a alcançar a posição de topo da tabela musical.

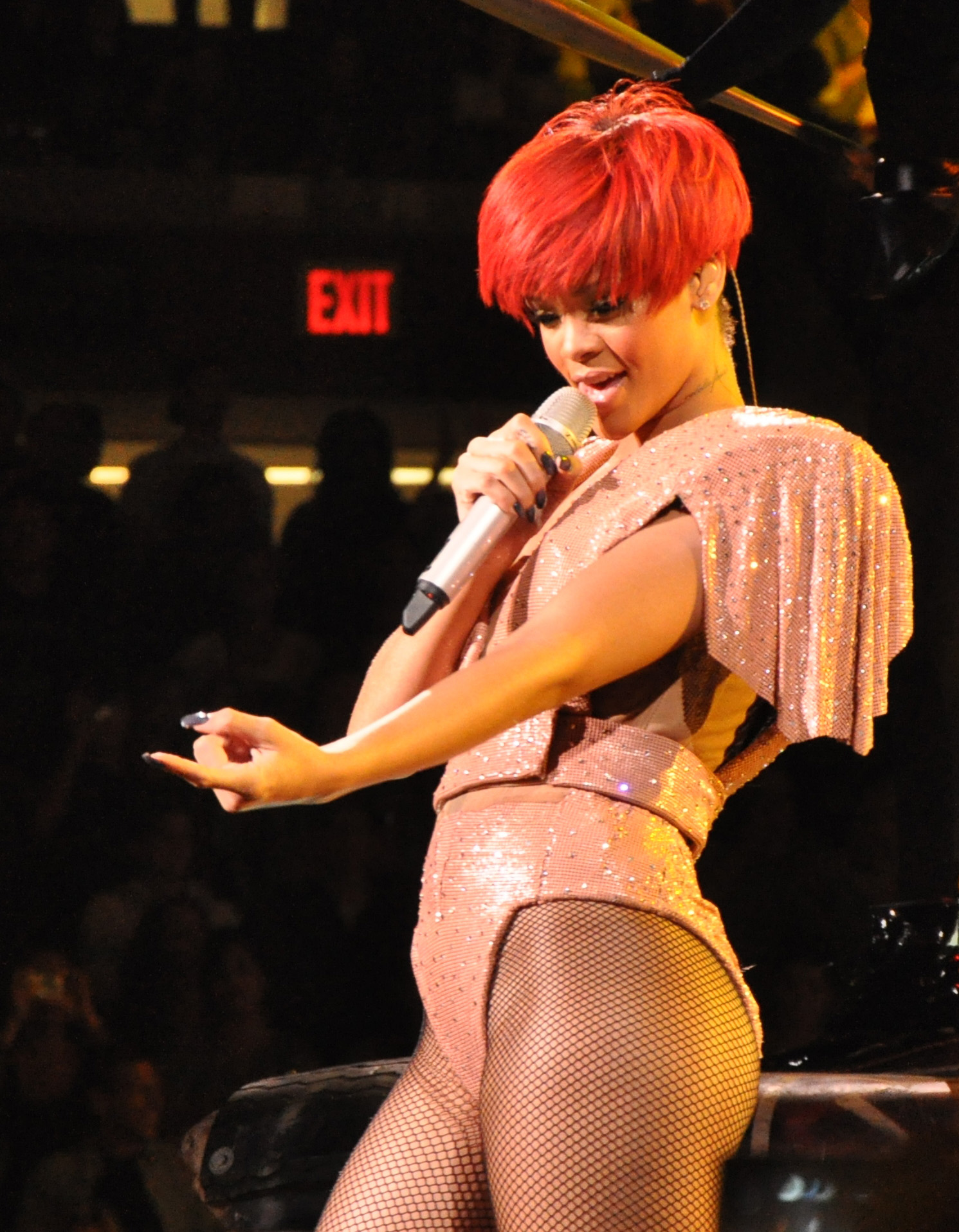
A barbadiana Rihanna conseguiu o feito extraordinário de saltar da septuagésima posição para a primeira com "Take a Bow".

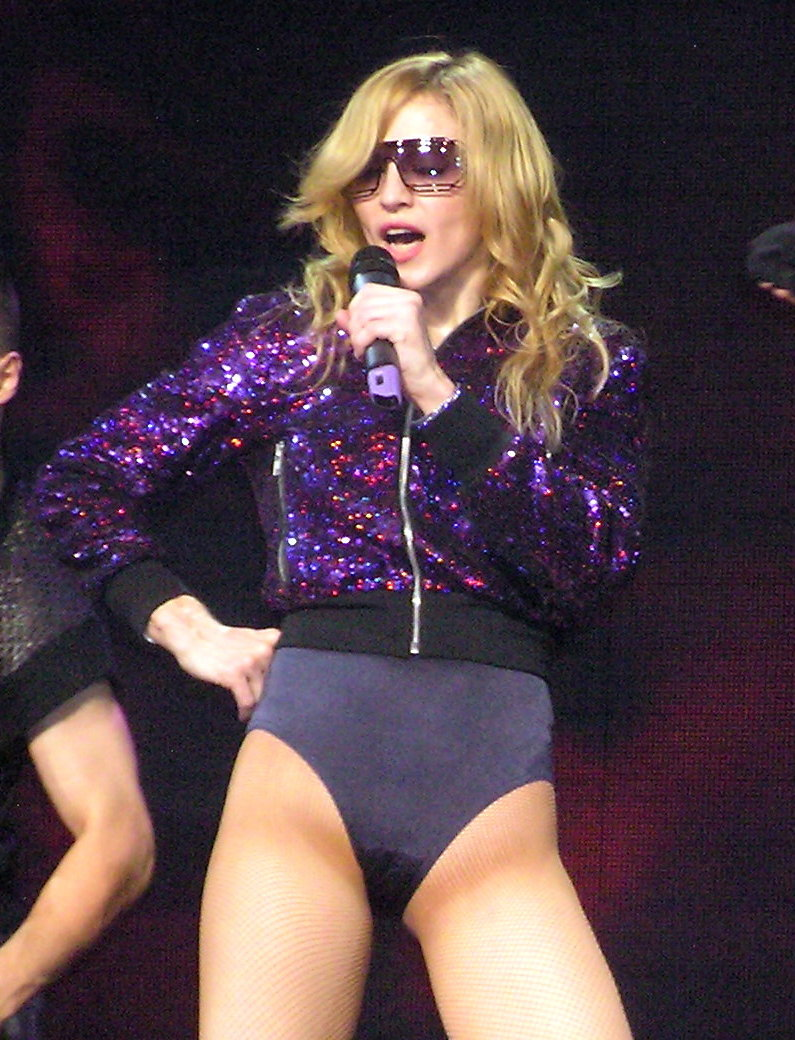
"4 Minutes" rendeu a Madonna a canção com o maior tempo de permanência no topo do ano. Além disso, foi o seu primeiro número um.

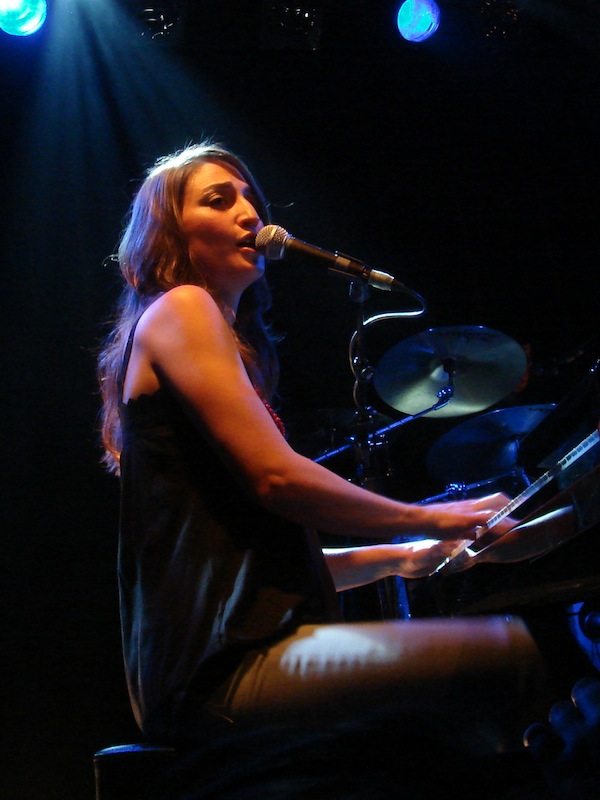
A norte-americana Sara Bareilles liderou a Canadian Hot 100 por uma semana com o tema "Love Song".

|  | Denota a canção com o melhor desempenho do ano. |

| Data            | Canção            | Artista(s)                                                |
| --------------- | ----------------- | --------------------------------------------------------- |
| 5 de Janeiro    | "Apologize"       | Timbaland com participação de OneRepublic                 |
| 12 de Janeiro   | "Apologize"       | Timbaland com participação de OneRepublic                 |
| 19 de Janeiro   | "Apologize"       | Timbaland com participação de OneRepublic                 |
| 26 de Janeiro   | "Apologize"       | Timbaland com participação de OneRepublic                 |
| 2 de Fevereiro  | "Low"             | Flo Rida com participação de T-Pain                       |
| 9 de Fevereiro  | "Low"             | Flo Rida com participação de T-Pain                       |
| 16 de Fevereiro | "Low"             | Flo Rida com participação de T-Pain                       |
| 23 de Fevereiro | "Low"             | Flo Rida com participação de T-Pain                       |
| 1 de Março      | "Low"             | Flo Rida com participação de T-Pain                       |
| 8 de Março      | "Low"             | Flo Rida com participação de T-Pain                       |
| 15 de Março     | "Low"             | Flo Rida com participação de T-Pain                       |
| 22 de Março     | "Low"             | Flo Rida com participação de T-Pain                       |
| 29 de Março     | "Love Song"       | Sara Bareilles                                            |
| 5 de Abril      | "Bleeding Love"   | Leona Lewis                                               |
| 12 de Abril     | "4 Minutes"       | Madonna com participação de Justin Timberlake e Timbaland |
| 19 de Abril     | "4 Minutes"       | Madonna com participação de Justin Timberlake e Timbaland |
| 26 de Abril     | "4 Minutes"       | Madonna com participação de Justin Timberlake e Timbaland |
| 3 de Maio       | "4 Minutes"       | Madonna com participação de Justin Timberlake e Timbaland |
| 10 de Maio      | "4 Minutes"       | Madonna com participação de Justin Timberlake e Timbaland |
| 17 de Maio      | "4 Minutes"       | Madonna com participação de Justin Timberlake e Timbaland |
| 24 de Maio      | "Take a Bow"      | Rihanna                                                   |
| 31 de Maio      | "4 Minutes"       | Madonna com participação de Justin Timberlake e Timbaland |
| 7 de Junho      | "4 Minutes"       | Madonna com participação de Justin Timberlake e Timbaland |
| 14 de Junho     | "4 Minutes"       | Madonna com participação de Justin Timberlake e Timbaland |
| 21 de Junho     | "I Kissed a Girl" | Katy Perry                                                |
| 28 de Junho     | "I Kissed a Girl" | Katy Perry                                                |
| 5 de Julho      | "I Kissed a Girl" | Katy Perry                                                |
| 12 de Julho     | "I Kissed a Girl" | Katy Perry                                                |
| 19 de Julho     | "I Kissed a Girl" | Katy Perry                                                |
| 26 de Julho     | "I Kissed a Girl" | Katy Perry                                                |
| 2 de Agosto     | "I Kissed a Girl" | Katy Perry                                                |
| 9 de Agosto     | "I Kissed a Girl" | Katy Perry                                                |
| 16 de Agosto    | "I Kissed a Girl" | Katy Perry                                                |
| 23 de Agosto    | "Just Dance"      | Lady Gaga com participação de Colby O'Donis               |
| 30 de Agosto    | "Just Dance"      | Lady Gaga com participação de Colby O'Donis               |
| 6 de Setembro   | "Just Dance"      | Lady Gaga com participação de Colby O'Donis               |
| 13 de Setembro  | "Just Dance"      | Lady Gaga com participação de Colby O'Donis               |
| 20 de Setembro  | "Just Dance"      | Lady Gaga com participação de Colby O'Donis               |
| 27 de Setembro  | "So What"         | Pink                                                      |
| 4 de Outubro    | "So What"         | Pink                                                      |
| 11 de Outubro   | "So What"         | Pink                                                      |
| 18 de Outubro   | "So What"         | Pink                                                      |
| 25 de Outubro   | "Womanizer"       | Britney Spears                                            |
| 1 de Novembro   | "Womanizer"       | Britney Spears                                            |
| 8 de Novembro   | "Womanizer"       | Britney Spears                                            |
| 15 de Novembro  | "Womanizer"       | Britney Spears                                            |
| 22 de Novembro  | "Womanizer"       | Britney Spears                                            |
| 29 de Novembro  | "Hot n Cold"      | Katy Perry                                                |
| 6 de Dezembro   | "Hot n Cold"      | Katy Perry                                                |
| 13 de Dezembro  | "Poker Face"      | Lady Gaga                                                 |
| 20 de Dezembro  | "Poker Face"      | Lady Gaga                                                 |
| 27 de Dezembro  | "Poker Face"      | Lady Gaga                                                 |